# Святополк-Мирський Дмитро Петрович
Князь Дми́тро Петро́вич Святопо́лк-Мирський, (рос. Дмитрий Петрович Святополк-Мирский); (28 серпня [9 вересня] 1890, маєток Гиївка Харківської губернії — 6 червня 1939 року, ОЛП «Інвалідний», Північно-Східний ВТТ, поблизу Магадана) — літературзнавець, літературний критик, публіцист, писав російською та англійською мовами.

## Життєпис
З княжого роду Святополк-Мирських, син державного діяча П. Д. Святополк-Мирського, відомого англофіла, та Катерини Олексіївни, уродженої графині Бобринської (названої на честь Катерини II, від позашлюбного сина якої походили Бобринські), дочки О. В. Бобриньского. Отримав чудову домашню освіту, з дитинства знав кілька іноземних мов.

### У довоєнному Петербурзі
Окончил 1-у петербургскую гімназію, його шкільними товаришами були майбутні знамениті філологи — В. М. Жирмунський, А. М. Сухотін, Л. В. Пумпянський. У шкільні роки зацікавився поезією російського символізму, почав писати стихи (дебют — у журналі «Звенья» («Ланки»), що видавав спільно з друзями, у 1906 і 1907 роках вийшло по одному номеру), перекладав Кітса та Верлена. У жовтні — грудні 1907 року багато спілкувався з Михайлом Кузміним (який покладав надії на Мирського і групу його товаришів-гімназистів як на свій літературний гурток), згадується у щоденнику Кузміна та його листуванні з К. А. Сомовим. У 1908 році Святополк-Мірський вступив на факультет східних мов Петербурзького університету, вивчав китайську та японську мови. З 1909 року бував на «Вежі» В'ячеслава Іванова.
У 1911 році випустив збірник «Стихотворения. 1906—1910» («Вірші. 1906—1910»), що демонструє начитаність автора в світовій і російській поезії, стилістично близький «неокласичним» устремлінням постсимволистского покоління (особливо В. О. Комаровського, чию творчість Мирський шанував і пропагував в 1920-1930-х роках; однак, як зазначив С. К. Маковський, «не включив в свою антологію жодного його рядку». Святополк-Мирський писав про Комарівського: "Прекрасний поет, близький до символістів та Анненського, яким я поступився дуже неохоче, — гр. Василь Комаровський, поет, звичайно, несвоєчасний, але обіцяє великі радості тому, хто його відкриє). Микола Гумільов в рецензії «Письма о русской поэзии» («Листи про російську поезію») зазначив «відточені та повнозвучні строфи», але в цілому відніс вірші Святополк-Мирського до «аматорських».
У тому ж 1911 року Мирський був призванний до армії, служив в 4-му лейб-гвардії стрілецькому полку (квартирував у Царськім Селі, звів особисте знайомство з Комаровським та Гумільовим), підпоручик (1912), з 1913 року у відставці, знову навчався у Петербурзькому університеті по відділку класичної філології, брав участь в Товаристві вільної естетики, де познайомився з письменниками та критиками з кола акмеїстів: О. Е. Мандельштамом, А. А. Ахматовою, М. В. Недоброво, В. А Чудовським, М. М, Пуніним; Святополк-Мирський був членом Цеху поетів. Написав статтю про метрику російського вірша (втрачена підчас Громадянської війни).

### Перша світова війна, білий рух та еміграція
Влітку 1914 року був мобілізований, брав участь у Першій світовій війні (поранений у 1916 році, посилався за антивоєнні висловлювання на Кавказ) і у Громадянській війні на стороні білого руху; тимчасово був начальником штабу 1-ї пехотної дивізії Добровольчої армії А. І. Денікіна. З 1920 року — у еміграції, спершу у Польщі, відтак у Афінах. З 1921 по 1932 рр. жив у Лондоні (часто відвідуючи Париж), читав курс російської літератури у Королівському коледжі Лондонського університету. Видав кілька антологій російської поезії та низку книг та статей про російську літературу англійською мовою; захистив магістерську дисертацію про Пушкіна («Pushkin»; L.-N.Y., 1926). У цей період був цінителем і пропагандистом російського модернізму. Відвідував літературні салони Великої Британії, друкувався в журналі «The Criterion», що виходив під керуванням Т. С. Еліота, зазнав впливу російського формалізму.
Володимир Набоков називав англомовну «Історію російської літератури» Святополка-Мирського «найкращою історією російської літератури будь-якою мовою, включаючи російську».

### Євразійство
З 1922 року він — учасник Євразійського руху, однією з найважливіших задач якого бачив зближення еміграції з СРСР. Був закоханий в дружину євразійця П. П. Сувчинського Віру Олександрівну Гучкову (дочка О І. Гучкова, з 1930-х років під впливом Мирського вступила у французьку компартію, була агентом ІНО ОГПУ, виступала як перекладач з російської, англомовний романіст і кінокритик, її псевдонім — Віра Мирська). Серед інших його захоплень — Марина Цвєтаєва (яку підтримував матеріально і запрошував до Великої Британії з поетичними вечорами). У 1926—1928 роках — засновник і співредактор великого євразійського журналу «Версты» (названого однаково зі збіркою Цвєтаєвої), де друкувалися і радянські письменники; в цей період Мирський засуджував символізм і покладав надії на «нове героїчне начало» у творчості Цвєтаєвої, Б. Л. Пастернака і В. В. Маяковського. «Версты» викликали досить різкі відгуки в середовищі еміграції, непримиренної до СРСР, саркастичні оцінки діяльності Мирського належать Івану Буніну, Зінаїді Гіппіус, Владиславу Ходасевичу.

### Повернення до СРСР
До кінця 1920-х Святополк-Мирський помітно переходить на марксистські позиції. У 1928 році відвідав у Сорренто Максима Горького. Його соратник з євразійства М. С. Трубецький в 1929 році написав, що Мирський, «ставши марксистом … раптово обездарився і став зовсім нецікавий». У 1931 році вступив до компартії Великої Британії (виступивши з цього приводу з низкою публіцистичних статей в англійській і французькій пресі).
У 1932 році за сприяння Горького переїхав до Радянського Союзу.
У СРСР опублікував низку статей з теорії та історії російської та західної літератури, про сучасну західну літературу (особливо англійську: популяризував Еліота, Джойса, Гакслі та ін.). Публікації Мирського марксистського періоду носили на собі печатку вульгарного соціологізму, хоча в естетичних оцінках вони нерідко оригінальні й точні; їх культурно-просвітницька роль в СРСР була дуже помітна. Книга «Інтелліджентсіа» (1934) констатує полівіння англійських письменників і таврує аполітичних інтелектуалів. У колективній книзі радянських письменників «Біломорсько-Балтійський канал імені Сталіна» (1934), присвяченій будівництву Біломорканалу силами ув'язнених, Мирському належить глава «ГПУ, інженери, проект». Працював над біографією Пушкіна. З 1934 року — член Спілки радянських письменників.

### Арешт і смерть
У 1937 році був заарештований, засуджений за «підозрою в шпигунстві» до 8 років виправно-трудових робіт, в червні 1939 помер в таборі під Магаданом. Після порушення нових справ проти «євразійців» (зокрема, арешту С. Я. Ефрона) НКВД 10 жовтня 1939 року постановив етапувати Мирського до Москви для додаткового слідства у ст. 58, п. 1а КК РРФСР (зрада Батьківщині); постанова була затверджена наркомом Л. П. Берією, незважаючи на те, що Мирського до цього часу вже чотири місяці як не було в живих.
Незадовго до арешту Мирський склав і відредагував «Антологію нової англійської поезії» в російських перекладах; книга вийшла друком у 1938 році і отримала заслужену популярність, але ім'я укладача було знято і замінено ім'ям перекладача М. Гутнера («гутнерівська антологія»).
Реабілітований у 1963 році.